# 帽柱木属
帽柱木属（学名：Mitragyna）是茜草科下的一个属，为灌木或乔木植物。该属共有约10种，分布于热带亚洲和非洲。